# Сяртчигурт
Сяртчигу́рт (рос. Сяртчигурт) — присілок у складі Увинському районі Удмуртії, Росія.

## Населення
Населення — 224 особи (2010; 244 в 2002).
Національний склад станом на 2002 рік:
- удмурти — 81 %

## Урбаноніми[3]
- вулиці — Російська, Удмуртська